# Keleti főcsoport (NHL)
A National Hockey League Keleti Főcsoportja (Angolul: Eastern Conference) az egyik a két főcsoportja közül, melybe a Liga osztotta szét csapatait. Párja a Nyugati főcsoport.
1974-ben Wales Főcsoportnak (Prince of Wales Conference) nevezték el, amikor az NHL két főcsoportot és négy divíziót hozott létre. 1981-ben a főcsoportokat és a divíziókat átalakították úgy, hogy az jobban tükrözze a csapatok földrajzi elhelyezkedését, de a főcsoport nevét megtartották. A Wales Főcsoport az NHL északkeleti csapatait gyűjtötte magába. A főcsoportok és a divíziók nevét 1993-ban változtatták meg a csapatok elhelyezkedése szerint. Az új NHL vezető, Gary Bettman készítette elő a változtatást, hasonlóan a National Basketball Association-höz, a National Football League-hez és a Major League Baseball-hoz.
A Keleti Főcsoport rájátszásbeli győztese 1981 óta a Prince of Wales-trófeát kapja meg.

## Divíziók
1993 előtt a Wales Főcsoport az Adams divízióból (Adams Division) és a Patrick divízióból (Patrick Division) állt. 2013-ig a Keleti Főcsoportban 15 csapat volt három divízióban: Atlanti divízió (Atlantic Division), Északkeleti divízió (Northeast Division), Délkeleti divízió (Southeast Division). 2013 után a Liga nagy döntést hozott és teljesen átrendezte a divíziókat és konferenciákat. Jelenleg keleten kettő divízió van: Atlanti divízió (Atlantic Division) és Világvárosi divízió (Metropolitan Divison). Egyenként 8-8 csapat van besorolva.
| Atlanti divízió     | Világvárosi divízió   |
| ------------------- | --------------------- |
| Boston Bruins       | Carolina Hurricanes   |
| Buffalo Sabres      | Columbus Blue Jackets |
| Detroit Red Wings   | New Jersey Devils     |
| Florida Panthers    | New York Islanders    |
| Montréal Canadiens  | New York Rangers      |
| Ottawa Senators     | Philadelphia Flyers   |
| Tampa Bay Lightning | Pittsburgh Penguins   |
| Toronto Maple Leafs | Washington Capitals   |

## A Keleti Főcsoport Stanley-kupa győztesei
- 1975–1976 - Montréal Canadiens
- 1976–1977 - Montréal Canadiens
- 1977–1978 - Montréal Canadiens
- 1978–1979 - Montréal Canadiens
- 1981–1982 - New York Islanders
- 1982–1983 - New York Islanders
- 1985–1986 - Montréal Canadiens
- 1990–1991 - Pittsburgh Penguins
- 1991–1992 - Pittsburgh Penguins
- 1992–1993 - Montréal Canadiens
- 1993–1994 - New York Rangers
- 1994–1995 - New Jersey Devils
- 1999–2000 - New Jersey Devils
- 2002–2003 - New Jersey Devils
- 2003–2004 - Tampa Bay Lightning
- 2005–2006 - Carolina Hurricanes
- 2008–2009 - Pittsburgh Penguins
- 2010–2011 - Boston Bruins
- 2015–2016 - Pittsburgh Penguins
- 2016–2017 - Pittsburgh Penguins